# Arcadia (Oklahoma)
Pour les articles homonymes, voir Arcadia.
Arcadia est une ville du comté d'Oklahoma dans l'état américain d'Oklahoma. Elle fait partie de l'aire métropolitaine d'Oklahoma City.
Arcadia a été créé lors du rush de 1889 (en) vers les territoires jusque-là inoccupés.
La population était de 247 habitants en 2010, soit une baisse de 11,5% par rapport à 2000.